# Río Salado (Zamora)

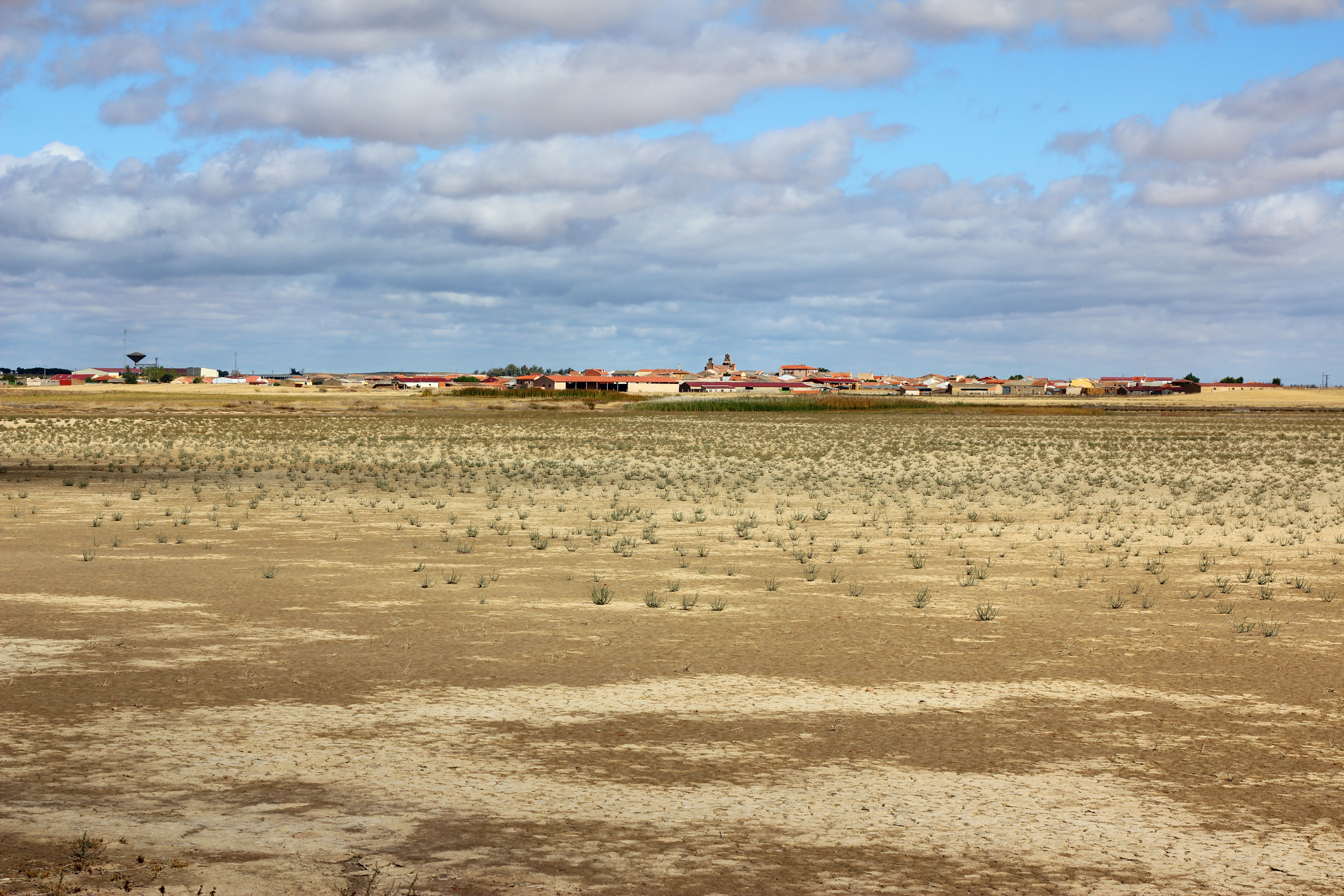
Laguna de nacimiento del río Salado en estado seco

Río español perteneciente a la Cuenca del Duero (subdivisión Bajo Duero) y afluente del río Valderaduey.
Las aguas de este río de alto contenido en sales le proporcionan su nombre. Actúa como red de drenaje de las lagunas de Villafáfila y pertenece a su reserva natural y al ZEC Lagunas y pastizales salinos de Villafáfila.